# Mario Osbén
Mario Ignacio Osbén Méndez (født 14. juli 1955 i Chiguayante, Chile, død 7. februar 2021) var en chilensk fodboldspiller (målmand). Han havde tilnavnet “Katten” (El Gato).
Osbén tilbragte hele sin karriere i hjemlandet, hvor han blandt andet var tilknyttet Unión Española, Cobreloa og Colo-Colo. Med alle tre klubber var han med til at vinde det chilenske mesterskab
Han blev i 1991 kåret til Årets fodboldspiller i Chile.
Osbén spillede 36 kampe for det chilenske landshold. Han deltog ved VM i 1982 i Spanien. Her spillede han alle chilenernes tre kampe, men kunne ikke forhindre tre nederlag og et exit efter det indledende gruppespil. Han var også med til at vinde sølv ved Copa América i både 1979 og 1987.

## Titler
Primera División de Chile
- 1975 og 1977 med Unión Española
- 1981 og 1983 med Colo-Colo
- 1988 med Cobreloa

Copa Chile
- 1981, 1982 og 1985 med Colo-Colo
- 1986 med Cobreloa